# Toddy
Toddy é uma linha de achocolatados em pó fabricada pela PepsiCo, principalmente comercializada e vendida na Argentina, no Brasil, na Venezuela e, com menor quota de mercado, nos Estados Unidos.
Na Venezuela e em algumas regiões do Brasil, o termo Toddy se refere a qualquer tipo de bebida feita de chocolate em pó (independentemente de sua marca) devido a sua grande popularização.

## História
A Toddy foi fundada em 1916 pelo porto-riquenho Pedro Santiago.
Em 15 de março de 1933, Pedro Santiago obteve licença do governo provisório de Getúlio Vargas para comercializar o produto no Brasil.  Santiago inovou em campanhas publicitárias contratando até mesmo aviões para escrever o nome do produto com fumaça nos céus do Rio de Janeiro.
Em 1981 a Toddy foi vendida para a Quaker Oats, que introduziu no ano seguinte o Toddynho, leite achocolatado preparado para o consumo que tem público alvo infantil.
Nos últimos anos a marca vem se modernizando, principalmente após a compra da Quaker Oats pela PepsiCo, em 2001. Atualmente as campanhas publicitárias são estreladas por vacas com espírito jovem, "doidas" por música e também pelo achocolatado. A música aliás tem sido um ponto forte nos projetos de Toddy.

## Publicidade

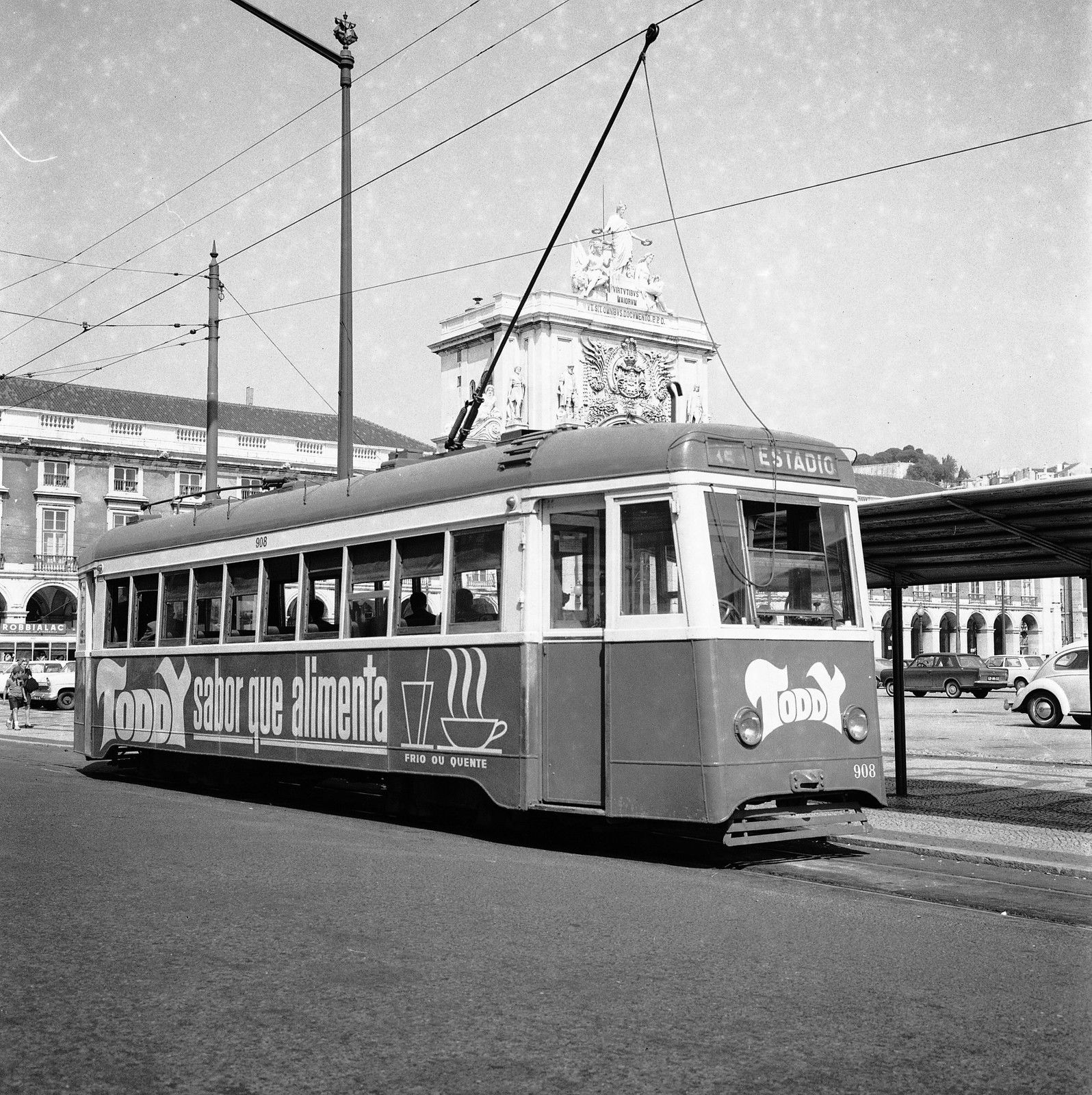
Publicidade à Toddy num bonde de Lisboa, en 1969.

### Vaca de Toddy
Toddy começou apresentando vacas em comerciais de TV. Ora em versões de pessoas fantasiadas, ora em animações, as vacas logo foram parar também nas embalagens do achocolatado.
Seguindo a estratégia da marca de se associar à música, as vacas parecem ter diferentes preferências musicais. Vaca metaleira, vaca funkeira etc. Anos atrás a marca distribuía adesivos das diferentes personagens nos produtos, o que ajudou a popularizar o mascote.
Com o sucesso das comunidades virtuais como o Orkut, a vaca ganhou dezenas de representantes na web, o que inclusive fugiu do controle da própria empresa. Atualmente a vaca continua sendo a estrela da comunicação de Toddy, além de aparições virtuais e reais em eventos patrocinados pelo achocolatado.

## Informação nutricional
| Informação nutricional de Toddy Porção de: 20g (duas colheres de sopa) | Informação nutricional de Toddy Porção de: 20g (duas colheres de sopa) | Informação nutricional de Toddy Porção de: 20g (duas colheres de sopa) |
| Quantidade por porção                                                  | VD%                                                                    |                                                                        |
| Valor energético                                                       | 80 Kcal = 336kJ                                                        | 4%                                                                     |
| Proteínas                                                              | 0,5 g                                                                  | 1%                                                                     |
| Carboidratos                                                           | 19g                                                                    | 1%                                                                     |
| Sódio                                                                  | 28mg                                                                   | 1%                                                                     |
| Vitamina A                                                             | 90 mcg                                                                 | 15%                                                                    |
| Vitamina B1                                                            | 0,18 mg                                                                | 15%                                                                    |
| Vitamina B2                                                            | 0,19 mg                                                                | 15%                                                                    |
| Vitamina B3                                                            | 2,4 mg                                                                 | 15%                                                                    |
| Vitamina B6                                                            | 0,19 mg                                                                | 15%                                                                    |
| Vitamina C                                                             | 6,7 mg                                                                 | 15%                                                                    |
| Vitamina D                                                             | 0,75 mcg                                                               | 15%                                                                    |
| ---------------------------------------------------------------------- | ---------------------------------------------------------------------- | ---------------------------------------------------------------------- |